# Hadena ferrisparsa
Hadena ferrisparsa är en fjärilsart som beskrevs av George Francis Hampson 1894. Hadena ferrisparsa ingår i släktet Hadena och familjen nattflyn. Inga underarter finns listade i Catalogue of Life.